# Síndrome de Hanhart
A síndrome de Hanhart é uma condição médica amplamente classificada que envolve distúrbios congênitos caracterizados por uma língua subdesenvolvida e malformações em extremidades e dedos. Existem cinco tipos da síndrome, com a gravidade e a natureza da condição variando amplamente de caso para caso. A síndrome de Hanhart é classificada como uma doença rara, com aproximadamente 30 casos conhecidos relatados entre 1932 e 1991. Hipóteses iniciais sugeriam que a condição era causada por fatores genéticos, enquanto uma hipótese mais recente indica que pode ser resultado de lesões hemorrágicas durante o desenvolvimento pré-natal. O mecanismo causal por trás dessa disrupção vascular ainda é desconhecido.

## Descoberta e etimologia
A síndrome de Hanhart foi descrita pela primeira vez em 1932 por Ernst Hanhart. O termo em inglês, "Hanhart syndrome", só foi utilizado em 1950, quando Hanhart descreveu três pacientes nascidos com defeitos nos membros e ausência de língua. Em 1971, a síndrome foi classificada de forma mais ampla como síndromes de hipogênese oromandibular e de membros, abrangendo uma gama de distúrbios que compartilham microglossia. O nome em inglês, hypoglossia-hypodactylia syndrome, foi proposto em 1971 como uma designação mais precisa, sendo usado como sinônimo. Devido à ampla variedade de sintomas, a síndrome recebeu diversos nomes ao longo de sua história diagnóstica.

## Fisiopatologia
A síndrome de Hanhart faz parte da família de condições conhecidas como síndrome de hipogênese oromandibular e de membros (SHOM), caracterizadas pelo subdesenvolvimento da boca, mandíbula, língua e extremidades. A síndrome é marcada por uma língua subdesenvolvida (microglossia), boca pequena (microstomia [en]), mandíbula menor que a média (micrognatismo), fissura ou fixação anormal da língua, ausência de dentes (hipodontia mandibular), fenda labial e palatina, paralisias de nervos cranianos, incluindo a síndrome de Moebius, nariz largo, maior distância entre os olhos (telecanto [en]), defeitos nas pálpebras inferiores e assimetria facial.

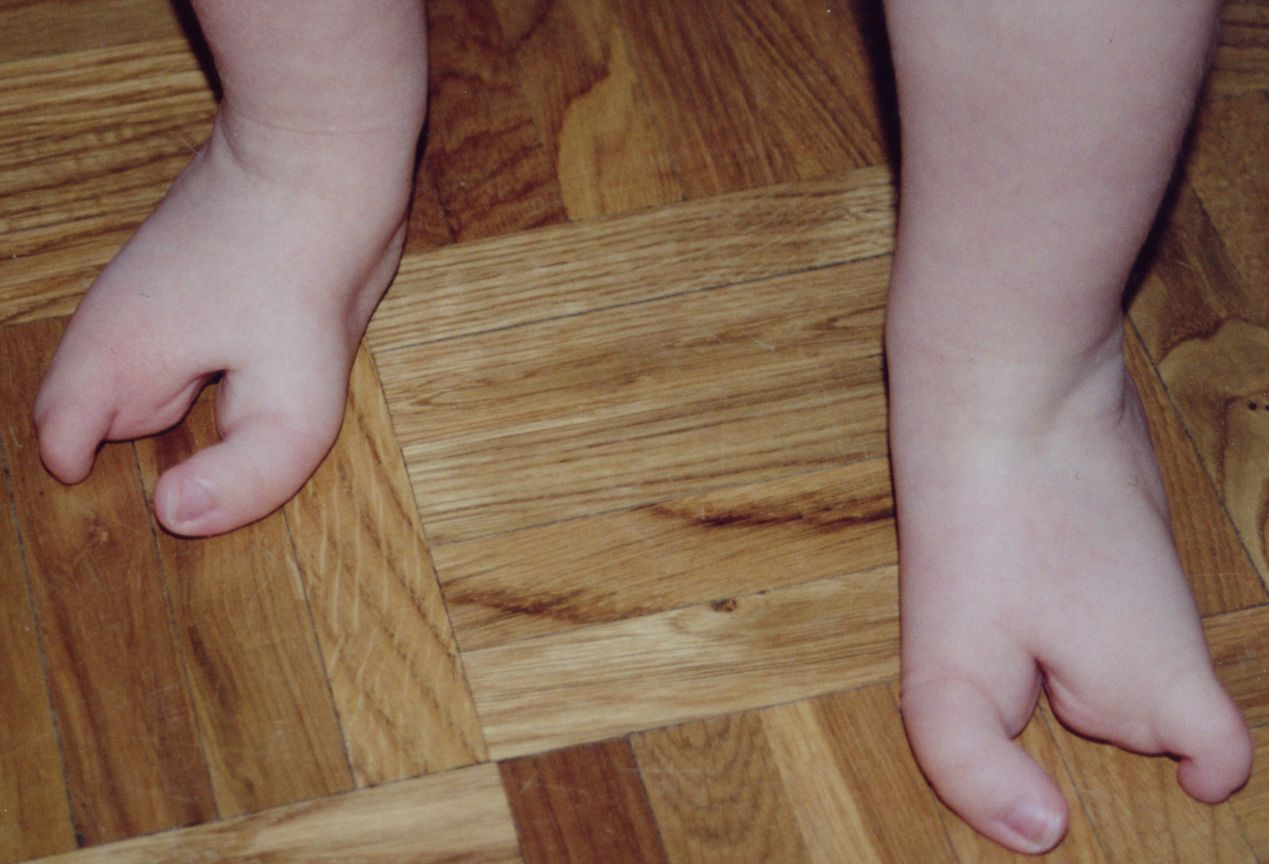
Uma criança de 1 ano com en, um sintoma da síndrome de Hanhart

Os membros geralmente apresentam subdesenvolvimento (hipoplasia), que pode variar desde a ausência de falanges (hipodactilia) até adactilia parcial, amputação parcial ou malformação dos membros (peromelia). Quando há defeitos nos membros, geralmente afetam os quatro. A perda completa da língua (aglossia) e dos dedos (adactilia) não foi relatada. Sintomas menos comuns incluem gastrosquise e fusão anormal do baço com as gônadas (fusão esplenogonadal [en]). Mamilos supranumerários, microcefalia e micropênis também foram identificados como possíveis sintomas. Exames de ultrassonografia das regiões cranial e abdominal em pacientes mostram que as estruturas internas não são afetadas pela síndrome. Deficiências mentais são raras, mas dificuldades de alimentação e fala foram relatadas em alguns casos. A gravidade dessas deficiências varia muito entre os pacientes, que frequentemente apresentam alguns, mas não todos, os sintomas.
A síndrome de Hanhart é classificada em cinco tipos, que indicam os sintomas e a gravidade da condição. O Tipo I envolve hipoglossia e aglossia parcial sem outros sintomas. O Tipo II inclui hipoglossia com hipomelia ou hipodactilia. O Tipo III abrange hipoglossia com anquilose e hipomelia ou hipodactilia. O Tipo IV apresenta hipoglossia ou hipomelia/hipodactilia. O Tipo V combina várias síndromes comórbidas com a síndrome de Hanhart, incluindo síndrome de Pierre Robin, síndrome de Moebius e síndrome da banda de constrição [en].

## Causas e prevalência
As causas da síndrome de Hanhart e outras condições de SHOM são desconhecidas, mas fatores genéticos e ambientais foram propostos. A síndrome segue um padrão de herança autossômica dominante, com prevalência populacional inferior a 1/1.000.000, sendo classificada como uma doença rara. Entre 1932 e 1991, cerca de 30 casos foram relatados na literatura.
A prevalência da síndrome em pacientes com consanguinidade levou a uma hipótese inicial de que uma mutação em um gene autossômico recessivo causava a condição. Até o momento, nenhum gene específico foi identificado. Em 1973, foi proposta a hipótese de que lesões hemorrágicas ou coágulos sanguíneos durante o desenvolvimento pré-natal seriam a causa. Essa hipótese sugere que lesões vasculares reduzem o fluxo sanguíneo para os membros, língua e, raramente, partes do cérebro, causando malformações nas áreas afetadas. Estudos em animais indicam que disrupções vasculares na quarta semana embrionária podem resultar na síndrome, mas o mecanismo permanece desconhecido. Interações entre as camadas germinativas ectoderme e mesoderme, e o uso de cloridrato de meclizina durante a gravidez foram sugeridos como causas potenciais. Também foi proposto que a síndrome de Poland e a síndrome de Hanhart podem ter causas semelhantes, representando um espectro de um distúrbio maior.
O uso de biópsia das vilosidades coriónicas também foi identificado como um fator contribuinte para a patogênese. Quando realizada nas primeiras 10 semanas de amenorreia, a biópsia das vilosidades coriónicas aumenta a correlação com o risco de o feto desenvolver a síndrome de Hanhart. Além disso, a CVS pode causar danos vasculares ao feto, resultando em disgênese oromandibular de membros e outros distúrbios pré-natais, reforçando a hipótese de disrupção vascular.

## Diagnóstico e tratamentos
O diagnóstico da síndrome de Hanhart baseia-se na apresentação clínica. O diagnóstico diferencial deve descartar a disostose acrofacial de Nager [en], a síndrome de Johnson-Hall-Krous e a síndrome de Goldenhar. Essas síndromes são diferenciadas pelo tipo e gravidade das deformidades faciais e dos membros.
Os tratamentos variam conforme os sintomas específicos de cada paciente. Podem incluir cirurgias ortopédicas ou plásticas para corrigir deformidades nos membros. Essas intervenções abrangem correções cirúrgicas da língua, boca e mandíbula, além do uso de próteses e fisioterapia. A terapia fonoaudiológica é comum para tratar deformidades faciais. Durante cirurgias sob anestesia, cuidados especiais com as vias aéreas são frequentemente necessários devido às deformidades craniofaciais.

## Casos notáveis
- Nick Santonastasso, palestrante motivacional, que não possui pernas e tem apenas um braço.[14][15]